# 长沙农村商业银行
长沙农村商业银行是中国湖南省长沙市五家农村商业银行之一，2016年9月12日开业。目前是湖南省农信系统规模最大的成员。注册资本50亿元人民币，全行在职员工2075名，166个营业网点覆盖长沙城乡。至2024年12月末，资产总额1842.50亿元，各项存款余额1402.83亿元，各项贷款余额1197.69亿元。

## 历史

### 农村信用社时期
长沙农信社始于1952年初，当年人民银行长沙支行在黎托乡（现为雨花区东山街道）潭阳村倪子乔劳动互助组的基础上 ， 串联127户，建立长沙地区第一个农村信用互助组，尔后大塘基信用社在长沙望城县应时而生。
1984年，郊区信用联社和望城县信用联社成立。
1996年12月9日，根据中央决策，长沙各农信社与农行长沙分行脱离行政隶属关系 。
2000年长沙市郊区农村信用合作联合社，和长沙县、望城县、宁乡县、农村信用合作联合社曾短时间合组“长沙市农村信用合作联社”。后又分离。
2001年，因行政区重组，长沙市城郊农信联社被撤销，改按五个城区组建联社，9月雨花区、天心区、芙蓉区、开福区的农村信用合作联合社成立开业。

### 区农村合作银行时期
2007年3月，雨花区、天心区、芙蓉区、开福区、望城县农村信用合作联合社 分别改组成 长沙雨花农村合作银行、长沙天心农村合作银行、长沙芙蓉农村合作银行、长沙开福农村合作银行，湖南望城农村合作银行，均仍归属湖南省农村信用社联合社管理。
2012年2月23日，湖南望城农村合作银行改组为湖南望城农村商业银行。

### 市级农村银行时期
2016年7月27日，银监会批准长沙农村商业银行的组建方案
2016年9月12日，由长沙城区5家农合机构（长沙雨花农村合作银行、长沙天心农村合作银行、长沙芙蓉农村合作银行、长沙开福农村合作银行、湖南望城农村商业银行）合并组建的长沙农村商业银行挂牌开业。